# Řeckokatolická farnost v Ústí nad Labem
Řeckokatolická farnost v Ústí nad Labem je územní společenství řeckokatolíků (katolíků byzantského ritu, sjednocených s římskokatolickou církví) na území liberecko-chomutovského děkanátu Apoštolského exarchátu řeckokatolické církve v České republice. Farnost zahrnuje území okresů Děčín, Litoměřice, Teplice a Ústí nad Labem.

## O farnosti
První řeckokatoličtí věřící na ústecko přišli v 50. letech 20. století poté, co byla řeckokatolická církev násilně zrušena následkem prešovského lžisoboru. Tehdy do severních Čech přišla řada řeckokatolických duchovních, kteří neměli státní souhlas a ve zdejším průmyslovém kraji pracovali vesměs jako dělníci. Tento stav se poněkud změnil po roce 1968, kdy byla řeckokatolická církev opětovně státně povolena. Od roku 1990 se začalo řeckokatolické společenství scházet v zapůjčeném římskokatolickém kostele sv. Josefa v ústeckých Předlicích a zpočátku využívalo i místní faru. Nějaký čas bývaly rovněž řeckokatolické liturgie v Teplicích.
V roce 2013 byly řeckokatolické bohoslužby přeloženy do ústeckého arciděkanského kostela Nanebevzetí Panny Marie, v roce 2015 pak do kostela sv. Šimona a Judy v ústecké čtvrti Mojžíř. Od září 2017 pak začali řeckokatolíci sloužit v kostele sv. Vojtěcha při někdejším dominikánském klášteře v centru Ústí nad Labem na Hradišti. Řeckokatolické bohoslužby jsou také slouženy v Roudnici nad Labem. Kuratoriem farnosti byl od založení farnosti Dr. Alexander Fitz, kterého jmenoval Mons. Ivan ljavinec vladyka exarchátu.
| Kostel                     | Místo              | Bohoslužba               | Bohoslužba                                          | Poznámka       |
| -------------------------- | ------------------ | ------------------------ | --------------------------------------------------- | -------------- |
| Chrám sv. Vojtěcha         | Ústí nad Labem     | neděle 1. pátek v měsíci | 11.00 (církevněslovansky) 16.00 (církevněslovansky) | farní chrám    |
| Chrám Narození Panny Marie | Roudnice nad Labem | neděle                   | 18.00                                               | filiální chrám |

### Ustanovení ve farnosti
- o. prot. ThLic. Tomáš Mrňávek, ThD., administrátor farnosti
- o. prot. Ludvík Šťastný, péče o řeckokatolické společenství v Roudnici nad Labem